# Cuarto Medio
4.º Medio fue un programa de telerrealidad chileno, a cargo de la productora Parox y transmitido por TVN. Narraba la historia del último año de educación media de estudiantes chilenos.

## Temporadas

### Primera temporada
Se desarrolló en el Chilean Eagles College de la comuna de La Cisterna, en Santiago de Chile. El espacio se comenzó a grabar en mayo de 2013 y el trabajo se extendió hasta diciembre del mismo año, ya que se mostraron ritos como la organización de la fiesta de graduación y la preparación para rendir la Prueba de Selección Universitaria (PSU).

#### Episodios
| Episodio | Título                                                    | Emisión             | Rating |
| --- | --------------------------------------------------------- | ------------------- | ------ |
| 1 | «Comienzan los preparativos para la PSU.»                 | 27 de marzo de 2014 | 13,3   |
| La fiesta de gala, el último paseo de curso y la PSU son las cosas que más importan antes de salir del colegio. Conocimos al cuarto medio del colegio Chilean Eagles College de La Cisterna y para ellos, en mayo, aún todo es fiesta, pero el juego se el acaba tras recibir los resultados de su primer ensayo de la prueba de selección universitaria. |                                                           |                     |        |
| 2 | «Enfrentar los miedos es la consigna.»                    | 3 de abril de 2014  | 11,2   |
| Isabel tiene temor de decepcionar a su padre y Diego le teme a su oponente en el ring. Sin embargo, los chicos demuestran ser unas personas fuertes y que saben reaccionar ante las dificultades que les impone la vida. Además, conocemos a un nuevo personaje dentro de este curso. Es Yolmar, un compañero colombiano que llega a darle sabor a este curso y que enamora a todas las chicas con su simpatía y carisma, pero que también tiene una gran pena que enfrentar. |                                                           |                     |        |
| 3 | «Hay que madurar, aunque sea a la fuerza.»                | 10 de abril de 2014 | N/A    |
| La vida le pone pruebas cada vez más difíciles de superar a las alumnas del Chilean Eagles College. Así que la única forma será enfrentar con madurez las nuevas etapas. Los compañeros y profesores de Alejandra nos hablan de su carácter fuerte y confrontacional, mientras que en su casa conocemos la parte más amable de esta fuerte chica. Además, Keisa e Isabel luchan por sus sueños. La primera insiste en buscar un trabajo para ayudar a su madre y comprar el vestido de sus sueños, mientras que Isa hace hasta lo imposible para conseguir el dinero que necesita para comprar sus zapatillas y no perder ni una clase de danza. |                                                           |                     |        |
| 4 | «Más grandes, más responsables.»                          | 17 de abril de 2014 | 10,8   |
| Los chicos tienen claro que no son niños y que tienen que hacerse cargo de sus vidas, no decepcionar a sus padres y demostrar que son grandes. Sin embargo, las decepciones llegan de quienes menos de lo esperan. Keisa sigue en la lucha por encontrar a su padre, pero sin resultados positivos. También conocimos a Jeshu, la más buena para la fiesta, la desordenada y con malas notas. Otro personaje dentro del curso del Chilean Eagles College es Leo, el repitente y quien ha sido denominado "Tata" del curso. Ha repetido dos veces y su padre lo tiene bajo amenaza.                                                               |                                                           |                     |        |
| 5 | «El amor está en el aire y en el Chilean Eagles College.» | 24 de abril de 2014 | N/A    |
| Yolmar no puede ocultar que le gusta Danae y coquetea con ella para ser mucho más que amigos. Además, conocemos el gran cariño que la profesora Cecilia le tiene a sus alumnos y el amor casi imposible que vive "Leyton", ya que su madre es muy sobreprotectora y no lo deja tener relaciones. Pero él luchará contra viento y marea para que su madre acepte a su polola, aunque todo esto traiga malas consecuencias. También veremos el duro trabajo de los alumnos para dejar bien puesto el nombre de su curso en la que será la última presentación en el colegio, bailando a la perfección una cueca bien zapateada.                    |                                                           |                     |        |
| 6 | «Los miedos se enfrentan.»                                | 1 de mayo de 2014   | N/A    |
| Los chicos enfrentan sus desafíos y esperan lograr buenos resultados. Sin embargo, el miedo es un freno importante que deben aprender a superar. Carlos cumple 18 años, pero el estrés que le genera la PSU le está pasando la cuenta y debe saber conllevar esa situación. Además, Isabel le prepara una gran sorpresa a su padre para que entienda que el baile es lo que más le apasiona y Alejandra se pone a prueba en un casting para hacer publicidad. |                                                           |                     |        |
| 7 | «Un duro enfrentamiento entre alianzas.»                  | 8 de mayo de 2014   | 13,3   |
| El Chilean Eagles College se prepara para celebrar un nuevo año de vida, y el Cuarto Medio debe ganar sea como sea. Sin embargo, la competencia es muy fuerte, las bailarinas y los reyes de la otra alianza también lucharán con garras y dientes para quedarse con el triunfo. |                                                           |                     |        |
| 8 | «Con un pie dentro de la universidad.»                    | 15 de mayo de 2014  | N/A    |
| Keisa e Isabel se adelantan a sus compañeros y averiguan más de la carrera que quieren estudiar, pero ambas tienen dudas antes de dar el gran paso. Una está confundida y no sabe si seguir su sueño y estudiar danza o elegir otra carrera para dar en el gusto de su padre. Por otro lado, Keisa no sabe cómo encontrar un aval que le dé el soporte que le piden para poder matricularse. Ambas pensaban que el proceso era más fácil, pero el futuro no se decide de un día para otro. |                                                           |                     |        |
| 9 | «Los errores se pagan tarde o temprano.»                  | 22 de mayo de 2014  | 12,4   |
| Keisa, Matus y Madrid son los tres alumnos que podrían quedar repitiendo. Para los profesores es una gran preocupación, ya que saben que Keisa se matriculó en el centro de formación técnica y que los otros alumnos, si bien no se esforzaron como debían durante el año, tienen mucho potencial y tendrán que demostrar que sí tienen los conocimientos para salir de cuarto Medio. |                                                           |                     |        |
| 10 | «¡Último día de clases!»                                  | 29 de mayo de 2014  | N/A    |
| Los chicos se organizaron para pasar una noche en el colegio y compartir sus últimas horas como curso. Además, el colegio les preparó diferentes sorpresas para que los chicos del Chilean Eagles College de La Cisterna se fueran con el mejor de los recuerdos de su colegio. |                                                           |                     |        |
| 11 | «Las aves salieron de su nido.»                           | 5 de junio de 2014  | 12,5   |
| Los chicos usaron por última vez el uniforme del Chilean Eagles College de La Cisterna y recibieron su diploma de graduados. Los padres fueron los encargados de entregar el reconocimiento y además los sorprendieron con una canción. También llegó el momento de rendir la PSU, y aunque no muchos se prepararon, el más preocupado era Carlos. |                                                           |                     |        |
| 12 | «El último paseo de curso.»                               | 12 de junio de 2014 | N/A    |
| Llegó el viaje del curso y el litoral central era el destino. Sólo 21 alumnos viajaron a El Tabo y eso bastó para armar un gran grupo revoltoso y todos con muy buen ánimo que hicieron del fin de semana un momento inolvidable. |                                                           |                     |        |
| 13 | «El baile de graduación.»                                 | 19 de junio de 2014 | 12,3   |
| Ha llegado el día en que se celebrará una de las noches más esperadas por los alumnos del Chilean Eagles College: la fiesta de graduación. Peleas entre parejas, mamás celosas y corazones rotos son algunos de los condimentos que sazonan la velada de este grupo de compañeros de curso. |                                                           |                     |        |
| 14 | «El futuro en las manos.»                                 | 26 de junio de 2014 | N/A    |
| Los resultados de la PSU ya están en sus manos y ahora serán ellos los que deberán decidir si seguir estudiando, tomarse un año sabático o irse al extranjero. Sin embargo, Carlos la tiene clara, se esforzó durante toda su etapa escolar para poder estudiar lo que siempre ha querido y, al parecer, su sueño se está cumpliendo. |                                                           |                     |        |

#### Personajes

##### Principales
| Keisa Martínez (La extrovertida)       | Es la chica y extrovertida. Superficial a simple vista, esta joven demostrará que las apariencias suelen engañar.                                                |
| Carlos Burgos (El mateo)               | Es un chico esforzado dada la precaria condición económica de su familia. Ahora lucha por cumplir su sueño de entrar a la universidad.                           |
| Isabel Mena (La bailarina)             | Es la chica dulce de este curso. Ama bailar y deberá jugársela por quedar en una academia de danza.                                                              |
| Yolmar Carreño (El colombiano)         | Es un joven colombiano que llegó a Chile hace menos de un año. Ahora debe lidiar con la integración a su curso y la tristeza de extrañar su tierra y a su gente. |
| Alejandra Calderón (La actriz)         | Destaca por su inagotable capacidad de conversar. Este año vivirá un difícil momento con la enfermedad de su padre.                                              |
| Diego Matus (El Boxeador)              | Malo para los estudios, es el más guapo y popular del colegio, pero solo se dedica al deporte, por eso pagará sus consecuencias.                                 |
| Leonardo Correa (El tuerca)            | Es el repitente del curso y no le gusta estudiar. Su familia tiene una empresa de transportes y él sólo quiere trabajar con ellos.                               |
| Cristopher Leyton (El deportista)      | "Leyton", como le llaman en el colegio, es un joven que disfruta jugando rugby y es muy unido a su madre quien lo crio sola y es muy sobreprotectora con él.     |
| María Jesús Muñoz (La chica divertida) | Es la chica desordenada del curso, además, es buena para salir a bailar y es el alma de las fiestas.                                                             |
| Alexander Vidal (El popular y rebelde) | Es el más conocido por todos los profesores, ya que está desde kinder en el mismo colegio.                                                                       |
| Cecilia Guzmán (La profesora)          | Encargada de educar y orientar a sus chicos muchas veces debe asumir roles que más allá de la exigencia como docente.                                            |

##### Otros
| - Belén - Catalina Orellana - Esteban Rojas - Ginna - Cony - Danae Roa - Sylvia - Carolina Silva - Silvana Díaz - Roxana - Javiera - Janett - Ignacio - Mª José - Leslie - Andrea - Constanza - Montserrat - Camilo - Alexandra - Gabriela - Javier - Felipe | - Ana Videla (Jefa UTP) - Robinson Jiménez (Inspector) - María Isabel Salinas (Profesora de Artes) - Bernarda (Profesora de Lenguaje) - Isabel (Mamá de Carlos) - Isabel (Mamá de Keisa) - Alicia (Mamá de Isabel) - Cristian (Papá de Isabel) - Yolima (Mamá de Yolmar) - Miriam (Mamá de Diego) - Luisa (Mamá de Ale) - Abel (Papá de Ale) - Leonardo (Papá de Leo) - Rodrigo (Papá de Jeshu) - Sandra (Mamá de Jeshu) - Luisa (Mamá de Cristopher) - Aída (Mamá de Cecilia) - Sonia (Mamá de Alexander) |

### Segunda temporada
La segunda temporada de la serie se estrenó el 9 de marzo de 2016 se exhibe la segunda temporada, que muestra las vivencias de estudiantes del Los Andes Country Day College, de la comuna de Peñalolén, Santiago, durante el año 2015, con una temporada de 14 capítulos.